# Dichlorethin
Dichlorethin ist eine organische Chlorkohlenstoffverbindung, die als chloriertes Derivat des Ethins angesehen werden kann.

## Geschichte
Eine erste Erwähnung der Verbindung als Zwischenprodukt erfolgte im Jahr 1918 bei einer Synthese von Tolan mit den Ausgangsstoffen Calciumcarbid, Chlor und Benzol. Die ersten Herstellungen wurden 1930 zum einen aus Trichlorethen in Gegenwart von Kaliumhydroxid und Calciumoxid bei 130 °C und zum anderen aus Ethin und Chlor beschrieben.

## Gewinnung und Darstellung
Eine Vielzahl von Darstellungsvarianten von Dichlorethin basieren auf der Einwirkung von Alkalihydroxiden bzw. Alkalilaugen auf Trichlorethen. Die Dehydrohalogenierung von Trichlorethen gelingt auch mittels Lithium-bis(trimethylsilyl)amid bei −78 °C. Diese Synthese in Gegenwart von Diethylether ergibt ein stabileres 1:1-Addukt. Eine Herstellung mit hoher Ausbeute kann durch die Umsetzung von Trichlorethen mit Kaliumhydrid in Gegenwart einer katalytischen Menge an Methanol in Tetrahydrofuran erfolgen. Die direkte Chlorierung von Ethin gelingt mittels Kaliumhypochlorit.
Die Pyrolyse von Dichlormaleinsäureanhydrid bei 850 °C ergibt ebenfalls die Verbindung.

## Eigenschaften
Dichlorethin ist eine sehr flüchtige Flüssigkeit, die unter Normaldruck schon bei 32 °C siedet. Die molare Verdampfungsenthalpie beträgt 27,4 kJ·mol−1 Mit einer molaren Bildungsenthalpie von 199 kJ·mol−1 handelt es sich um eine stark endotherme Verbindung, die zum explosiven Zerfall neigt und sich an der Luft spontan entzündet. Eine stabile 1:1-Verbindung mit Diethylether mit einem Gehalt von 55,4 % Dichlorethin ist nicht explosiv und an der Luft stabil.

## Verwendung
Die Verbindung wird wegen der hohen gesundheitsschädlichen Wirkung und der chemischen Instabilität kommerziell nicht genutzt. In der organischen Synthese kann das 1:1-Addukt mit Diethylether zur Einführung einer Vinyl-, Ethinyl- oder Dichlorvinylfunktion in organische Moleküle verwendet werden. Die Umsetzung z. B. mit Imidazol ergibt das N-(1,2-Dichlorvinyl)-imidazol.

## Toxikologie
Der Stoff ist nach den Technischen Regeln für Gefahrstoffe (TRGS) 905 als krebserzeugend für den Menschen in der Kategorie K1B eingestuft.